# Verzorgingsplaats Oude Riet
Verzorgingsplaats Oude Riet is een verzorgingsplaats langs de A7 Bad Nieuweschans-Zaandam tussen afritten 33 en 32, ten westen van Leek in de Nederlandse gemeente Westerkwartier.
De verzorgingsplaats is vernoemd naar veenpolder Oude Riet.
Bij de verzorgingsplaats is een tankstation van Shell aanwezig. In 2013 werden middels een veiling de huurrechten van het pompstation verkocht. De parkeerplaats is voorzien van een spiegelafstelplaats.
Aan de andere kant van de snelweg ligt even verderop verzorgingsplaats Mienscheer.
Richting Bad Nieuweschans:
Middelsloot · 
De Koggen · 
Broerdijk · 
Hoge Kwel · 
Monument · 
Breezanddijk · 
Hayum · 
Laerd · 
De Horne · 
De Wâlden · 
Mienscheer · 
Dikke Linde · 
Meedenertol · 
Bunderneuland (D)
Richting Zaandam:
Poort van Groningen · 
Roode Til · 
Veenborg · 
Oude Riet · 
De Vonken · 
Bloksloot · 
Wildinghe · 
Breezanddijk · 
Monument · 
Den Oever · 
De Wierde · 
De Horn · 
Kruisoord